# Apollo Theater
O Apollo Theater (em português:  Teatro Apollo) é um teatro estadunidense localizado no bairro do Harlem na cidade de Nova Iorque. O local é uma das salas de música mais conhecidas dos Estados Unidos, e é também reduto dos artistas negros da cidade. Ele é listado no Registro Nacional de Lugares Históricos, e foi o local onde era realizado o concurso de talentos conhecido como Showtime at the Apollo.